# Thomas Sanders Dupuis
Thomas Sanders Dupuis est un compositeur anglais du XVIIIe siècle.
Né à Londres le 5 novembre 1733, mort à Londres le 17 juillet 1796, il a commencé comme choriste à la Chapelle Royale. Il fut organiste à la chapelle St Pierre en 1773, puis à la Chapelle Royale en 1779. Ses œuvres religieuses furent publiées par ses élèves après sa mort. Il a composé six duos pour violoncelle qu'il a édités lui-même après l'obtention de son doctorat en 1790.